# Carl Andrew Spaatz
Carl Andrew "Tooey" Spaatz (28 de juny de 1891 – 14 de juliol de 1974) va ser un general estatunidenc durant la Segona Guerra Mundial i el primer Cap de l'Estat Major de la Força Aèria dels Estats Units.

## Biografia
Nascut Carl Andrew Spatz, el 1937 afegí la segona "a" a petició de la seva esposa i filles per tal de clarificar la pronúncia del nom.
Spaatz rebé el seu sobrenom a West Point a causa de la seva semblança amb un altre cadet panotxa anomenqt F.J. Toohey. Es graduà com a tinent de 2a d'infanteria el 12 de juny de 1914. Va ser destinat com a estudiant a l'Acadèmia de Senyals d'Aviació a San Diego, Califòrnia, entre el 13 d'octubre de 1915 i el 15 de maig de 1916. Va ser destinat a la Secció d'Aviació, Cos de Senyals dels Estats Units a Mèxic el 8 de juny de 1916.
Spaatz serví al 1r Esquadró Aeri, que va unir-se al general John J. Pershing durant l'Expedició de Càstig. Spaatz va ser promogut a tinent l'1 de juliol de 1916 i a capità el 15 de maig de 1917.

### I Guerra Mundial
Després de l'entrada dels Estats Units a la I Guerra Mundial, Spaatz va ser enviat amb les Forces Expedicionàries Estatunidenques (American Expeditionary Forces – AEF). Spaatz va ser nomenat Oficiat a càrrec de l'Acadèmia Estatunidenca d'Aviació a Issoudun (França), però després de rebre ordres per tornar als Estats Units, passà 3 setmanes combatent durant els darrers mesos de la guerra amb el 13è Esquadró Aeri com a pilot supernumerari. En aquest breu període, Spaatz va abatre 3 avions enemics, sent condecorat amb la Creu dels Serveis Distingits. El 17 de juny va ser promogut provisionalment al rang de major.

### Període d'entreguerres
El 1919 serví a Califòrnia i a Texas, servint com a oficial assistent del servei aeri del Departament Occidental al juliol de 1919. Durant aquesta època Spaatz patí els caòtics ascensos i degradacions habituals als oficials regulars de 1920, quan la Llei de Defensa Nacional de 1920 reorganitzà l'exèrcit. Inicialment va ser revertit al seu rang permanent de capità d'infanteria el 27 de febrer de 1920. L'1 de juliol de 1920, quan el Servei Aeri va ser una arma combatent del front, hi va ser transferit com a capità, sent promogut el mateix dia a major en virtut d'una previsió a la Llei de Defensa Nacional que permetia als oficials que haguessin adquirit el seu rang mentre que servien amb l'AEF a mantenir-lo. Això va comportar que fos superior en rang a molts oficials, incloent a Henry H. Arnold, el seu superior en aquells moments, amb molta més antiguitat. El 18 de desembre de 1922 va ser degradat quan el Congrés situà un nom màxim en la quantitat de majors autoritzats pel Servei Aeri, i tornà a ser capità, tornant a ser promogut a major l'1 de febrer de 1922.
Com a major, comandà Kelly Field, Texas, entre el 5 d'octubre de 1920 i el febrer de 1921, serví a Fort Sam Houston com a oficial aeri de la Zona del 8è Cos fins a novembre de 1921, i va ser oficial comandant del 1r Grup de Persecució, primer a Ellington Field, Texas, i després a Selfridge Field, Michigan, fins al 24 de setembre de 1924.es graduà a l'Acadèmia Tàctica del Cos Aeri, a Langley Field, Virginia, al juny de 1925, servint a l'oficina del Cap del Cos Aeri a Washington CD
Entre l'1 i el 7 de gener de 1929 Spaatz, conjuntament amb els seus companys Ira Eaker i Elwood Quesada, els quals també arribarien a ser generals de la USAAF, establiren un rècord de l'aviació mantenint l'avió Question Mark a l'aire sobre la zona de Los Angeles durant 150 hores.
Entre el 8 de maig de 1929 i el 29 d'octubre de 1931, Spaatz comandà el 7è Grup de Bombardeig a Rockwell Field, Califòrnia, i la 1a Ala de Bombardeig de March Field fins al 10 de juny de 1933. Llavors serví a l'Oficina del Cap del Cos Aeri i esdevingué cap d'Entrenament i de la Divisió d'Operacions. L'agost de 1935 ingressà a la s'uní a l'Acadèmia de Comandament i Estat Major General a Fort Leavenworth, Kansas, i, mentre que estava allà, va ser promogut a tinent coronel el 16 de desembre. Es graduà al juny de 1936, servint a Langley Field, dins de l'estat major del general major Frank M. Andrews, comandant del Quarter General de la Força Aèria, fins a gener de 1939, quan tornà a l'oficina del Cap del Cos Aeri a Washington com a adjunt de l'oficial executiu.
El 7 de novembre de 1939, Spaatz rebé una promoció temporal a coronel, i durant la batalla d'Anglaterra de 1940, passà diverses setmanes a Anglaterra com a observador militar especial. L'agost de 1940 va ser destinat a l'oficina del Cap del Cos Aeri, i dos mesos després va ser nomenat adjunt del cap del Cos Aeri, general Arnold, amb el rang temporal de brigadier general. Esdevingué comandant de la Divisió de Plans del Cos Aeri al novembre de 1940; i al juliol va ser nomenat cap de l'estat major de l'aire del quarter general de les Forces Aèries de l'Exèrcit.

### II Guerra Mundial
El Cap de l'Estat Major de l'Exèrcit general George Marshall nomenà a Spaatz comandant del Comandament de Combat de les Forces Aèries el gener de 1942, promovent-lo temporàriament al rang de major general. Al maig de 1942 Spaatz va ser nomenat comandant de la 8a Força Aèria, traslladant al mes de juliol el seu quarter general a Anglaterra. Spaatz va ser posat al capdavant de tota la USAAF al teatre europeu d'operacions, mentre que retenia el comandament de la 8a Força Aèria. El setembre del 1942 va ser promogut definitivament al rang de coronel, i al desembre se'l nomenà comandant de la 12a Força Aèria al nord d'Àfrica. Al febrer de 1943 va ser nomenat comandant de la Força Aèria Aliada al Nord-est d'Àfrica, la 15a Força Aèria i la Royal Air Force a Itàlia al novembre de 1943, i les Forces Aèries Estratègiques dels Estats Units a Europa el gener de 1944. Spaatz rebé una promoció temporal a tinent general al març de 1943.
Com a comandant de les Forces Aèries Estratègiques, Spaatz dirigí la part estatunidenca de la campanya de bombardeig estratègic sobre Alemanya, dirigint la 8a Força Aèria (ara comandada pel tinent general Jimmy Doolittle, amb seu a Anglaterra) i la 15a Força Aèria (comandada pel tinent general Nathan Twining, amb base a Itàlia).
Com a comandant de les Forces Estratègiques a Europa, Spaatz estava sota el comandament directe del general Dwight Eisenhower. Al març de 1944, Spaatz proposà el pla per bombardejar petroli, i al juny de 1944, durant l'operació Ballesta, donant prioritat al bombardeig de les rampes de llançament de les V-1 dirigides contra el Regne Unit, rebent l'autorització d'Eisenhower per bombardejar aquests objectius en una prioritat menor. Spaatz també identificà que "la quimera d'una operació aèria que acabi amb la guerra... no existeix", i advocà pel pla de Tedder "que mantenia el sistema del petroli en primera posició, però situava més clarament el sistema del petroli, però deixava el sistema ferroviari alemany en segona posició", la qual cosa va fer que Eisenhower passés per alt els temors del Ministeri de l'Aire que les "amenaces contra la indústria petrolera" podien ser alleugerits. El "Pla del Petroli" de Spaatz esdevingué la màxima prioritat de bombardeig a partir de setembre de 1944. Després de la guerra, Eisenhower afirmà que Spaatz, conjuntament amb el general Omar Bradley, era un dels dos generals estatunidencs que més havien contribuït a la victòria a Europa.
Spaatz va ser promogut temporalment al rang de general l'11 de març de 1945. després del Dia de la Victòria a Europa va ser enviat al Pacífic i assumí el comandament de les Forces Aèries Estratègiques dels Estats Units al Pacífic com a part del teatre d'operacions del Pacífic, amb la seu a Guam al juliol de 1945. Des d'aquest comandament, Spaatz dirigí el bombardeig estratègic del Japó, incloent els bombardeigs atòmics d'Hiroshima i Nagasaki. Spaatz havia estat present a Reims quan els alemanys es rendiren als Aliats el 7 de maig de 1945; a Berlín en la nova cerimònia de capitulació del 9 de maig; i a bord del cuirassat Missouri a la badia de Tokio quan els japonesos es rendiren el 2 de setembre. Carl Spaatz va ser l'únic amb rang de general present a les tres cerimònies de rendició.

### Darrers temps
El juliol del 1945, el President Truman nomenà a Spaatz al rang permanent de major general. Spaatz va ser nomenat Comandant General de les Forces Aèries de l'Exèrcit al febrer de 1946, després de la jubilació d'Arnold. Després de la creació de la Força Aèria independent mitjançant la Llei de Seguretat Nacional de 1947 i de l'ordre executiva de Truman 9887, Spaatz va ser nomenat el primer Cap de l'Estat Major de la Força Aèria dels Estats Units al setembre de 1947.
Spaatz es retirà de les forces armades amb el rang de general el 30 de juny de 1948, i treballà per la revista Newsweek com a editor d'afers militars fins a 1961. També serví al Comitè de Consellers Superiors del Cap de l'Estat Major de la USAF des de 1952 i fins a la seva mort. Entre 1948 i 1959 serví com a President del Comitè Nacional de la Patrulla d'Aviació Civil. El 1954 va ser nomenat pel comitè conseller del Congrés per determinar la seu de l'Acadèmia de la Força Aèria dels Estats Units.
Spaatz va morir el 14 de juliol de 1974 i està enterrat al cementiri de l'Acadèmia de la Força Aèria dels Estats Units a Colorado Springs, Colorado.

## Dates de promoció
- Tinent de 2a – 12/6/1914
- Tinent – 1/6/1916
- Capità – 15/5/1917
- Major – 1/2/1922
- Tinent Coronel – 16/9/1935
- Coronel – 7/11/1939
- Brigadier – agost de 1940
- Major General – gener de 1942
- Tinent General – marc de 1943
- General – 11/3/1945

## Premis i condecoracions
Font: USAF Historical Study 91: Biographical Data on Air Force General Officers, 1917-1952, Vol. II, "L-Z"
- Creu del Servei Distingit
- Medalla del Servei Distingit a l'Exèrcit (amb dos manats de fulles de roure)
- Legió del Mèrit
- Creu dels Vols Distingits
- Estrella de Bronze
- Medalla de l'Aire
- Medalla del Servei a Mèxic
- Medalla de la Victòria a la I Guerra Mundial amb 3 estrelles de batalla
- Medalla del Servei de Defensa Americana
- Medalla de la Campanya Americana
- Medalla de la Campanya Asiàtica-Pacífica
- Medalla de la Campanya Europea-Africana-Orient Mitjà amb 6 estrelles de batalla
- Medalla de la Victòria a la II Guerra Mundial
- Gran Creu de Cavaller de l'orde de l'Imperi Britànic (Regne Unit)
- Cavaller de l'orde de la Corona amb Palmes (Bèlgica)
- Creu de Guerra amb Palma (Bèlgica)
- Gran Oficial de la Legió d'Honor (França)
- Creu de Guerra amb Palma (França)
- Creu de Comandant amb Estrella de l'orde Polònia Restituta
- Gran Oficial de l'orde d'Orange-Nassau (Països Baixos)
- Gran Creu de l'orde de Sant Olaf (Noruega)
- Orde de Suvórov de 2a Classe (Unió Sovietica)
- Pilot Comandant
- Observador de Combat